# Koppelisaari (ö i Mellersta Finland, Saarijärvi-Viitasaari)
Koppelisaari är en ö i Saarinensjö i Finland. Den ligger i sjön Saarinen och i kommunen Saarijärvi i den ekonomiska regionen  Saarijärvi-Viitasaari och landskapet Mellersta Finland, i den centrala delen av landet, 290 km norr om huvudstaden Helsingfors. Öns area är 0,4 hektar och dess största längd är 80 meter i sydväst-nordöstlig riktning.